# Klaus Dockhorn

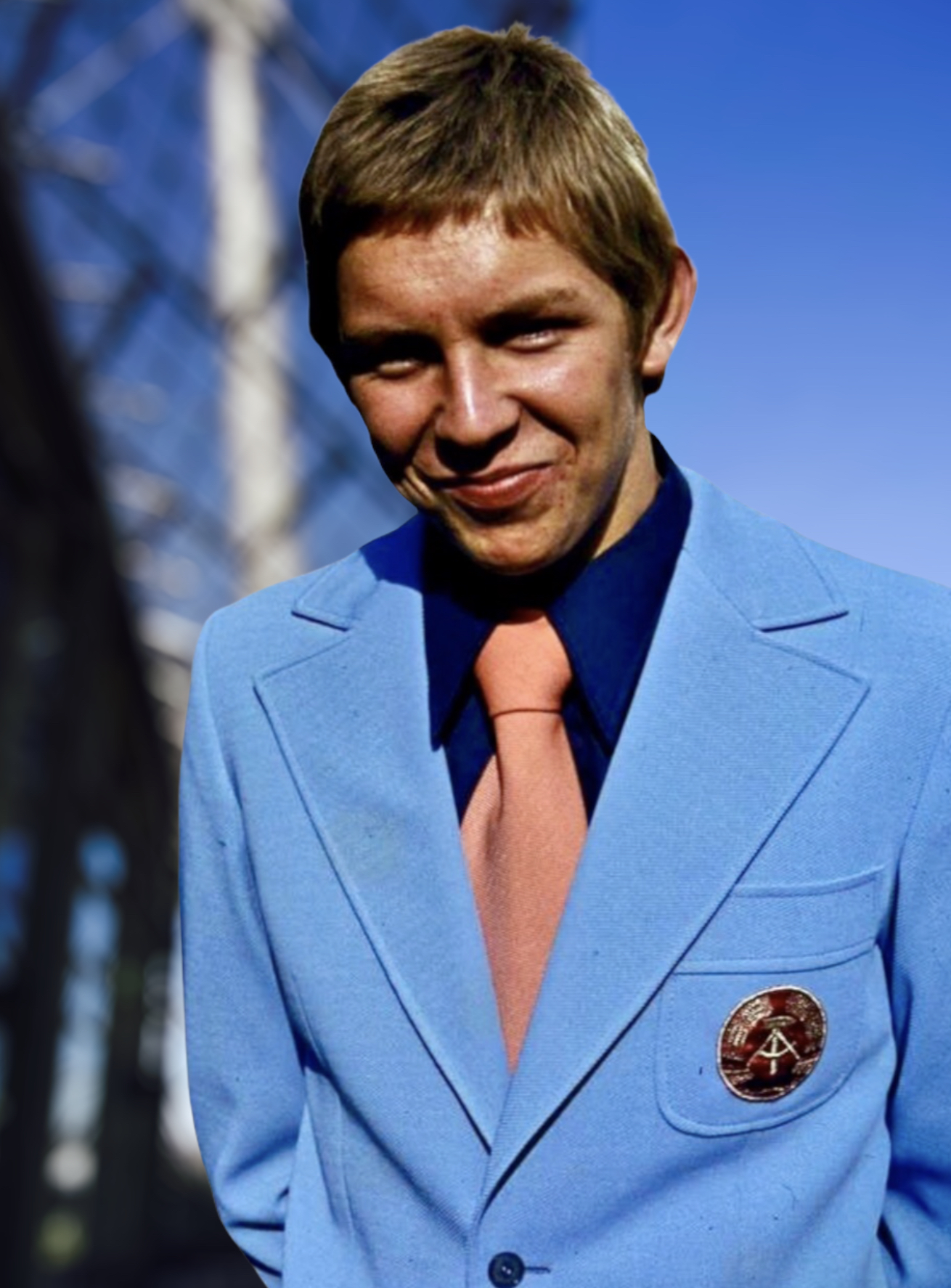
Klaus Dockhorn (1972)

Klaus Dockhorn (* 1. Juni 1953 in Heilbronn; † 17. August 2024) war ein deutscher Schwimmer (SC Chemie Halle).

## Leben
Er war 1972 DDR-Meister über 400 Meter Freistil und 1974 DDR-Meister über 1500 Meter Freistil. Außerdem war er Teilnehmer der Olympischen Spiele 1972 in München (400 und 1500 m Freistil) und der Weltmeisterschaften 1973 in Belgrad (1500 m Freistil).
Nach 45 Jahren leistungssportlicher Abstinenz startete er im Dezember 2018 nochmals bei den Masters-Schwimmern des DSV durch. Genau 50 Jahre nach seinen ersten Weltmeisterschaften nahm er erfolgreich an seinen zweiten Weltmeisterschaften, den World Aquatics Masters Championships – Kyushu 2023 teil und wurde Doppelvizeweltmeister (100 und 200 m Schmetterling).
Bei seinen dritten Weltmeisterschaften, den 20. World Aquatics Masters Championships in Doha (2024), gewann er in seinem 71. Lebensjahr einen ganzen Medaillensatz. Weltmeister wurde er dabei über die 100 Meter Schmetterling. Über die 100 Meter Freistil schlug er als Zweiter an und wurde Vizeweltmeister. Die Bronzemedaille erkämpfte er sich über die 50 Meter Schmetterling.